# Gustaf Söderström
Gustaf Fredrik Söderström (Stockholm, 25 november 1865 – Stockholm, 12 november 1958) was een Zweeds atleet. 
Söderström won met een gecombineerd Deens-Zweeds team op Olympische Zomerspelen van 1900 in Parijs een gouden medaille bij het touwtrekken. 
Bij het discuswerpen en kogelstoten eindigde Söderström als zesde. 
1900: Aabye, Schmidt, Winckler, Nilsson, Söderström, Staaf ·
1904: Olson, Johnson, Seiling, Magnusson, Flanagan ·
1908: Barrett, Goodfellow, Humphreys, Hirons, Ireton, Merriman, Mills, Shepherd ·
1912: Andersson, Bergman, Edman, Fredriksson, Gustafsson, Jonsson, Larsson, Lindström ·
1920: Canning, Holmes, Humphreys, Mills, Sewell, Shepherd, Stiff, Thorn